# Ceratitis whartoni
Ceratitis whartoni är en tvåvingeart som beskrevs av De Meyer och Copeland 2009. Ceratitis whartoni ingår i släktet Ceratitis och familjen borrflugor.
Artens utbredningsområde är Kenya. Inga underarter finns listade i Catalogue of Life.